# Nennè
Nennè è un singolo del rapper italiano Livio Cori pubblicato il 22 giugno 2018.